# NGC 7822
 (800 - 1000 pc)
NGC 7822 je kompleks u zviježđu Cefeju koji obuhvaća emisijsku maglicu oznake Sharpless 171 i zvjezdanu skupinu mladih zvijezda oznake Berkeley 59. Kompleks je udaljen oko 800 do 1000 pc, a mlađe sastavnice nisu starije od nekoliko milijuna godina.
Kompleks sadrži jednu od najvrućih zvijezda otkrivenih na udaljenosti unutar 1 kpc od Sunca, poimence BD+66 1673, koja je pomrčinskih (eklipsnih) dvojnih sustava od zvijezde vrste O5V čija je površinska tempetraura 45.000 K i luminoznost oko 100.000 puta veća od Sunčeve.  Zvijezda je jedan od primarnih izvora koji osvjetljava maglicu i oblikuj slavne oblike slične Stupovima stvaranja, tzv. slonove surle.

## Vanjske poveznice
- (engl.) SEDS: NGC 7822
- (engl.) Hartmut Frommert: Revidirani Novi opći katalog
- (engl.) Izvangalaktička baza podataka NASA-e i IPAC-a
- (engl.) Astronomska baza podataka SIMBAD
- (engl.) VizieR
- DSS-ova slika NGC 7822  Arhivirana inačica izvorne stranice od 3. kolovoza 2016. (Wayback Machine)
- (engl.) Auke Slotegraaf: NGC 7822 Deep Sky Observer's Companion
- (engl.) Courtney Seligman: Objekti Novog općeg kataloga: NGC 7800 - 7849